# یان-پیتر تیوس
یان-پیتر تیوس (انگلیسی: Jan-Peter Tewes؛ زادهٔ ۲۰ نوامبر ۱۹۶۸) بازیکن هاکی روی چمن اهل آلمان بود.